# Diorama (film)
Diorama is een kortfilm uit 2018 geregisseerd door Matthias De Groof. De film behandelt de renovaties in het Koninklijk Museum voor Midden-Afrika in Tervuren, waar het personeel begon met het afbreken van de oude diorama's die tentoongesteld waren. Volgens de regisseur wordt deze handeling gepresenteerd als een allegorie voor de link tussen ecocide en kolonisatie.

## Plot
Het woord "diorama" betekent letterlijk "door datgene wat gezien wordt". Het fungeert als een venster dat het leven zo waarheidsgetrouw mogelijk probeert weer te geven.
De film vindt plaats tijdens de renovaties van het Belgische koloniale museum. Een van de opmerkelijke momenten in deze verandering is wanneer het museum personeel de diorama's vernietigt die ze al tientallen jaren hebben onderhouden. Deze vernietiging dient als een allegorie van museologische en ecologische relaties, waarbij niet alleen de diorama's worden vernietigd, maar ook een koloniaal wereldbeeld.

## Productie
De film werd geproduceerd door productiehuis Cobra-films. De montage werd verricht door Matthias de Groof en Sebastien Demeffe. Diorama werd gefilmd in het Koninklijk Museum voor Midden-Afrika en was afgerond op 1 april 2018.